# سيلان (الطيال)

تعديل مصدري - تعديل

سيلان هي إحدى قرى عزلة بني جبر بمديرية الطيال التابعة لمحافظة صنعاء، بلغ تعداد سكانها 242 نسمة حسب تعداد اليمن لعام 2004.